# Йер
Йер (на френски: Hyères) е град във Франция, департамент Вар на регион Прованс-Алпи-Лазурен бряг, предградие на Тулон.
Разположен е на брега на Средиземно море на 20 km на изток от Тулон. Морски курорт на Лазурния бряг. Добив на сол, овощарство, отглеждане на цветя и лозарство. Има пристанище, летище и крайна жп гара, която е 10-километрово отклонение от крайбрежната линия на Лазурния бряг. Срещу Йер се намират Йерските острови. Населението е 55 774 жители от преброяването към 1 януари 2014 г.

## История
Възниква в античността като гръцка колония с името Олбия. До 1481 г. е в състава на графство Прованс.

## Спорт
Представителният футболен отбор на града се казва ФК „Йер“. Дългогодишен участник е в третия ешелон на френския футбол.

## Известни личности
Починали в Йер
- Георгий Иванов (1894 – 1958), руски писател
- Жул Мишле (1798 – 1874), историк
- Лоран Сен Сир (1764 – 1830), офицер

## Побратимени градове
- Кукелберг, Белгия
- Кунео, Италия
- Ротвайл, Германия